# Stazione di Koga (Fukuoka)
La stazione di Koga (古賀駅?, Koga-eki) è una stazione ferroviaria della città di Koga, nella prefettura di Fukuoka, in Giappone. La stazione è servita dalla linea principale Kagoshima  della JR Kyushu.

## Linee e servizi ferroviari
JR Kyushu
■ Linea principale Kagoshima

## Struttura
La stazione è costituita da due marciapiedi a isola con quattro binari passanti. I marciapiedi sono collegati al fabbricato viaggiatori, posto sopra il piano del ferro, da scale fisse e ascensori. 
| 1-2 | ■ Linea principale Kagoshima |  | per Akama, Orio, Kurosaki, Kokura e Mojikō |
| 3-4 | ■ Linea principale Kagoshima |  | per Kashii, Hakata, Tosu e Ōmuta           |

## Stazioni adiacenti
| «                          | Servizio                   | »                          |
| Linea principale Kagoshima | Linea principale Kagoshima | Linea principale Kagoshima |
| -------------------------- | -------------------------- | -------------------------- |
| Chidori                    | Locale                     | Shishibu                   |
| Fukuma                     | Rapido                     | Fukkōdaimae                |
| Fukuma                     | Semirapido                 | Fukkōdaimae                |